# Kiisa (Viljandi)
Kiisa est un village de la commune de Viljandi du comté de Viljandi en Estonie.

## Population
Au 31 décembre 2011, Kiisa comptait 31 habitants. En 2019, la population du village comptait 20 habitants.